# Ömie
L'ömie est une langue papoue parlée en Papouasie-Nouvelle-Guinée, dans la Province Nord (ou d'Oro).

## Classification
L'ömie fait partie des langues koiarianes, une des familles de langues de l'ensemble trans-nouvelle-guinée.

## Phonologie
Les voyelles et les consonnes de l'ömie sont :

### Voyelles
|         | Antérieure | Centrale | Postérieure |
| ------- | ---------- | -------- | ----------- |
| Fermée  | i [i]      |          | u [u]       |
| Moyenne | e [e]      | ə [ə]    | o [o]       |
| Ouverte | æ [æ]      |          | ɔ [ɔ] ɑ [ɑ] |

### Consonnes
|            |          | Bilabiales | Alvéolaires | Dorsales | Dorsales | Glottales |
| ---------- | -------- | ---------- | ----------- | -------- | -------- | --------- |
| Palatales  | Vélaires | Bilabiales | Alvéolaires |          |          | Glottales |
| Occlusives | Sourde   |            | tʰ [tʰ]     |          | kʰ [kʰ]  | ʔ [ʔ]     |
| Occlusives | Sonore   |            | d [d]       |          | g [g]    |           |
| Fricative  | Sourde   |            | s [s]       |          |          | h [h]     |
| Fricative  | Sonore   | β [β]      |             |          |          |           |
| Affriquée  | Sourde   | pɸ [p͡ɸ]    |             |          |          |           |
| Affriquée  | Sonore   |            | dʑ [d͡ʑ]     |          |          |           |
| Nasale     | Nasale   | m [m]      | n [n]       |          |          |           |
| Battue     | Battue   |            | ɾ [ɾ]       |          |          |           |

## Sources
- (en) John Austing, 2011, Ömie Organised Phonology Data, Ukarumpa, SIL.